# 鐵雲藏龜
《鐵雲藏龜》是第一部甲骨文著录书，刘鹗辑，1903年（清光绪二十九年）抱残守缺斋石印出版。
1903年，刘鹗向故京師順天團練大臣王懿榮家族購買了大量殷商甲骨，从他所收藏的五千余片甲骨中精选1058片，编成《鐵雲藏龜》六册。原刊本有罗振玉序、吴昌绶序和刘鹗自序。

## 後續研究
《鐵雲藏龜》為中國甲骨文字付諸影印之第一書。由於當時印刷品質不精，書內的拓本模糊不清者甚多，不便閱讀。後來，羅振玉於1915年從私人收藏者手中收到的甲骨片中精選數十板，為之影印，定名為《鐵雲藏龜之餘》。於1959年，有嚴一萍等學者費時15年，核對所有甲骨著錄之書，抽換其中的拓本，幾達十分之四，而使內容清晰度提高，由台灣藝文印書館重新付梓，以《鐵雲藏龜新編》命名之。全書以斷代分類重編，對於補背拓、綴合、去複及去偽等方面特別重視。